# Hartmut Losch
Pour les articles homonymes, voir Losch.
Hartmut Losch  (né le 11 septembre 1943 à Angermünde et mort le 26 mars 1997 à Neu Fahrland) est un athlète allemand, spécialiste du lancer du disque.

## Carrière
Concourant sous les couleurs de la République démocratique allemande, Hartmut Losch se classe deuxième des Championnats d'Europe de 1966, derrière son compatriote Detlef Thorith. Quatrième des Jeux olympiques de 1968, il remporte dès l'année suivante le titre continental du lancer du disque à l'occasion des Championnats d'Europe d'Athènes, devant le Suédois Ricky Bruch et l'autre Est-Allemand Lothar Milde, avec un jet à 61,82 m.

### Palmarès
| Date | Compétition           | Lieu     | Résultat | Marque  |
| ---- | --------------------- | -------- | -------- | ------- |
| 1964 | Jeux olympiques       | Tokyo    | 11e      | 52,08 m |
| 1966 | Championnats d'Europe | Budapest | 2e       | 57,34 m |
| 1968 | Jeux olympiques       | Mexico   | 4e       | 62,12 m |
| 1969 | Championnats d'Europe | Athènes  | 1er      | 61,82 m |
| 1971 | Championnats d'Europe | Helsinki | 5e       | 60,86 m |

### Records
| Épreuve          | Performance | Lieu | Date |
| ---------------- | ----------- | ---- | ---- |
| Lancer du disque | 64,36 m     |      | 1972 |